# Orde van de Roem van het Ouderschap
De Orde van de Roem van het Ouderschap (Russisch: Орден «Родительская слава») is een ridderorde van de Russische Federatie. De op 13 mei 2008 ingestelde ridderorde is de opvolger van de Sovjet-Orde "Moeder-Heldin". Aan het bezit van deze Russische onderscheiding is anders dan in de Sovjet-Unie het geval was, niet langer een eretitel, namelijk die van Held of Heldin verbonden.
In de Sovjet-Unie werd de moeder van het grote gezin onderscheiden. Bij uitzondering heeft één man de ster van een Moeder-Heldin mogen dragen. De moderne onderscheiding wordt aan beide ouders, of adoptiefouders, uitgereikt.
De Russische onderscheiding wordt verleend voor het succesvol grootbrengen van een gezin met 7 of meer kinderen. Men ontvangt het kruis wanneer het
 jongste kind drie jaar oud wordt en de andere zes, behoudens bijzondere omstandigheden, nog in leven zijn. Die "bijzondere omstandigheden" zijn precies omschreven; het betreft sneuvelen in dienst van het moederland, arbeidsongevallen of daaraan gerelateerde ziekten en sterven tijdens het uitvoeren van werk voor de gemeenschap. Met "succesvol" wordt onder andere harmonieuze, gezonde opvoeding bedoeld. Daarin moeten ook sport, onderwijs en het bijbrengen van normen en waarden een rol spelen. Het gezin moet een voorbeeldfunctie als instituut en bij het grootbrengen van kinderen hebben vervuld.
Het versiersel in een blauw geëmailleerd verguld zilveren kruis met concave uiteinden waarop een centraal rood geëmailleerd medaillon met het gouden wapen van de Russische Federatie is gelegd. In de armen zijn gouden stralen aangebracht. Het kruis is op een nauw samengebonden groen geëmailleerde lauwerkrans gelegd. De vlakke gouden achterzijde draagt een serienummer. Het kruis is 70 millimeter hoog.
Voor gebruik op minder plechtige gelegenheden ontvangt men naast het kruis ook een kleine uitvoering van de onderscheiding aan een wit lint met twee smalle blauwe strepen door het midden. Dames dragen dit kruisje aan een strik van het lint op de linkerschouder.
Er is ook een gerelateerde Medaille van de Roem van het Ouderschap.
Hoogste eretitels van de Russische Federatie

Held van de Russische Federatie ·
Held van de Arbeid

Orden van de Russische Federatie

Sint-Andreas de Eerstgeroepene ·
Sint-George ·
Verdienste voor het Vaderland ·
Heilige Catharina de Grote Martelares ·
Alexander Nevski ·
Soevorov ·
Oesjakov ·
Zjoekov ·
Koetoezov ·
Nachimov ·
 Dapperheid ·
Militaire Verdienste ·
Maritieme Verdienste ·
Eer ·
Vriendschap ·
Roem van het Ouderschap

Onderscheidingstekens van de Russische Federatie

Sint-Georgekruis ·
Onderscheidingsteken voor Goede Daden ·
Onderscheidingsteken voor Onberispelijke Dienst

Medailles van de Russische Federatie

Dienen van het Moederland ·
Moed ·
Soevorov ·
Oesjakov ·
Zjoekov ·
Nesterov ·
Poesjkin ·
Verdedigers van het Vrije Rusland ·
Bewaken van de Openbare Orde ·
Verdedigen van de Grenzen ·
Redden van Stervenden ·
Landbouw ·
Ontwikkeling van spoorwegen ·
Kernenergie-onderzoek ·
Ruimteonderzoek ·
Roem van het Ouderschap

Herinneringsmedailles die tot 2010 staatsonderscheiding waren

50 jaar Overwinning ·
60 jaar Overwinning ·
65 jaar Overwinning ·
300 jaar Russische Marine ·
850 jaar Moskou ·
100 jaar Trans-Siberische Spoorweg ·
Al-Russische volkstelling ·
300 jaar Sint-Petersburg ·
1000 jaar Kazan

Herinneringsmedailles

70 jaar Overwinning

Certificaten van de President van de Russische Federatie

 Erecertificaat ·
Certificaat van Dankbaarheid